# Liste der Baudenkmäler in Mintraching
Auf dieser Seite sind die Baudenkmäler in der Oberpfälzer Gemeinde Mintraching zusammengestellt. Diese Tabelle ist eine Teilliste der Liste der Baudenkmäler in Bayern. Grundlage ist die Bayerische Denkmalliste, die auf Basis des Bayerischen Denkmalschutzgesetzes vom 1. Oktober 1973 erstmals erstellt wurde und seither durch das Bayerische Landesamt für Denkmalpflege geführt wird. Die folgenden Angaben ersetzen nicht die rechtsverbindliche Auskunft der Denkmalschutzbehörde.

## Baudenkmäler nach Gemeindeteilen

### Mintraching
| Lage                                                                | Objekt                          | Beschreibung | Akten-Nr.     | Bild                           |
| ------------------------------------------------------------------- | ------------------------------- | --- | ------------- | ------------------------------ |
| Am Herdwegkreuz ()                                                  | Pestgrab                        | Sarkophag (Kenotaph) mit Inschriftretabel, zur Erinnerung an 43 Pesttote des Jahres 1713, bezeichnet 1883 | D-3-75-170-7  |                                |
| Aukofener Straße 3 a; Friedenstraße 2; Friedenstraße 2 a (Standort) | Wohnhaus                        | zweigeschossiger und giebelständiger Satteldachbau mit traufseitiger Altane, 17./18. Jahrhundert; Hofmauer mit Einfahrtspfeilern, Bruchstein, 17./18. Jahrhundert | D-3-75-170-1  | weitere Bilder                 |
| Hauptstraße 12 (Standort)                                           | Kath. Pfarrkirche St. Mauritius | Saalbau mit eingezogenem Chor, Vorzeichen und Flankenturm mit Zwiebelhaube und Pilastergliederungen, letztes Drittel 17. Jahrhundert, Turm Mitte 18. Jahrhundert; Kath. Nebenkirche St. Leonhard, Saalbau mit Satteldach, Vorhalle mit Pultdach und Chorturm mit Zwiebelhaube und Laterne, 1713; Friedhofsmauer mit sieben Kreuzwegkapellen, Rundbogennischen mit Satteldach, Reliefs aus Ton und Stiftertafeln, bezeichnet 1873 | D-3-75-170-3  | weitere Bilder                 |
| Hauptstraße 13 (Standort)                                           | Landgasthof                     | zweigeschossiger, giebelständiger Satteldachbau, 18./19. Jahrhundert; Gartenkegelbahn, winkelförmiger verbretterter Ständerbau mit Satteldach, 2. Hälfte 19. Jahrhundert | D-3-75-170-32 | weitere Bilder                 |
| Lohgraben (Standort)                                                | Figur des hl. Johannes Nepomuk  | auf Sockel mit Eckspangen, Holz, klassizistisch, um 1800 | D-3-75-170-5  | Figur des hl. Johannes Nepomuk |
| Ringstraße (Standort)                                               | Wegkapelle                      | sogenannte Simml-Kapelle, giebelständiger Satteldachbau mit korbbogiger Öffnung und Pilastergliederung, 1861 | D-3-75-170-4  | Wegkapelle                     |
| Rosenhofer Straße 15, 15 a (Standort)                               | Altane mit Baluster und Stützen | 2. Hälfte 18. Jahrhundert | D-3-75-170-6  | weitere Bilder                 |

### Allkofen
| Lage                      | Objekt   | Beschreibung                                                                              | Akten-Nr.    | Bild     |
| ------------------------- | -------- | ----------------------------------------------------------------------------------------- | ------------ | -------- |
| Weißdornstraße (Standort) | Wegkreuz | Gusseisenkreuz mit Viernageltypus und Maria auf toskanischer Granitsäule, bezeichnet 1880 | D-3-75-170-8 | Wegkreuz |

### Auhof
| Lage                              | Objekt                                                       | Beschreibung                                                    | Akten-Nr.    | Bild                                                         |
| --------------------------------- | ------------------------------------------------------------ | --------------------------------------------------------------- | ------------ | ------------------------------------------------------------ |
| Grafenwöhrer Straße 12 (Standort) | Kapelle Sieben Schmerzen Mariä, sogenannte Barzefall-Kapelle | giebelständiger Satteldachbau, bezeichnet 1841; mit Ausstattung | D-3-75-170-9 | Kapelle Sieben Schmerzen Mariä, sogenannte Barzefall-Kapelle |

### Mangolding
| Lage                             | Objekt                                     | Beschreibung | Akten-Nr.     | Bild                |
| -------------------------------- | ------------------------------------------ | --- | ------------- | ------------------- |
| Am Sattlerweg, St2329 (Standort) | Wegkapelle                                 | traufständiger Bau mit abgewalmtem Satteldach, neugotisch, 1882 | D-3-75-170-11 | BW                  |
| Kirchstraße 3 (Standort)         | Jüdischer Grabstein                        | Kalkstein, mittelalterlich; 1519 aus Regensburg hierher verschleppt | D-3-75-170-33 | Jüdischer Grabstein |
| Kirchstraße 3 (Standort)         | Katholische Nebenkirche St. Peter und Paul | Saalbau mit eingezogenem Chor und Halbwalmdach, Flankenturm mit Zwiebelhaube und Vorzeichen, 13. Jahrhundert, Verlängerung im Barock; mit Ausstattung; Steinkreuz, mit Kreuzigungsgruppe, Sandstein, spätgotisch, um 1500; Teilstück der Friedhofsmauer, wohl 17/18. Jahrhundert | D-3-75-170-10 | weitere Bilder      |

### Moosham
| Lage                             | Objekt                                         | Beschreibung | Akten-Nr.     | Bild                                     |
| -------------------------------- | ---------------------------------------------- | --- | ------------- | ---------------------------------------- |
| Johannesweg (Standort)           | Kapelle Johannes von Nepomuk                   | giebelständiger Satteldachbau mit Segmentbogenöffnung, 1915/20, mit Figur des hl. Johannes von Nepomuk, Holz, wohl barock | D-3-75-170-14 | Kapelle Johannes von Nepomuk             |
| Keltenweg 9 (Standort)           | Wegkapelle, sogenannte Meyringer-Kapelle       | giebelständiger Satteldachbau mit rundbogiger Öffnung, bezeichnet 1868 | D-3-75-170-15 | Wegkapelle, sogenannte Meyringer-Kapelle |
| Kirchbergstraße (Standort)       | Bildstock                                      | rundbogiger Aufsatz mit Relief des Schweißtuches Christi, Kalkstein, spätgotisch, 1481, auf Säule von 1836 | D-3-75-170-12 | Bildstock                                |
| Kirchbergstraße (Standort)       | Stadel                                         | traufständiger verbretterter Ständerbau mit Halbwalm, Ende 18. Jahrhundert | D-3-75-170-16 | Stadel                                   |
| Kirchbergstraße 12 (Standort)    | Wegkapelle Muttergottes von Altötting          | giebelständiger Satteldachbau mit Pultdächern, um 1900 | D-3-75-170-17 | BW                                       |
| Kirchbergstraße 14 (Standort)    | Katholische Pfarrkirche St. Petrus und Klemens | Saalbau mit eingezogenem Chor, Flankenturm mit Treppengiebel und Putzgliederungen, Turm bezeichnet 1472, Chor bezeichnet 1480, Langhaus neuromanisch, 1894; Ehemalige Friedhofs-, jetzt Kriegergedächtniskapelle, Saalbau mit Halbwalm und Dachreiter, Portal mit Schweifrahmen, 17./18. Jahrhundert, Umbau um 1920; Friedhofsmauer, 17. Jahrhundert | D-3-75-170-18 | weitere Bilder                           |
| Kirchbergstraße 18 (Standort)    | Ehemaliges Pfarrhaus                           | zweigeschossiger Massivbau mit Satteldach, mittelalterlicher Kernbau (Keller und EG), mit barockem Ausbau (OG und Dachtragwerk), 1721 (dendrochronologisch datiert); in die Fassade eingelassene Inschrifttafel, bezeichnet mit "1477" | D-3-75-170-40 | BW                                       |
| Regensburger Straße (Standort)   | Bildstockkopf                                  | doppelseitige Relieftafel mit Kreuzigung, Kreuzabnahme und Umschrift, Sandstein, 18. Jahrhundert | D-3-75-170-37 | Bildstockkopf                            |
| Regensburger Straße 5 (Standort) | Ehemaliges Landsassengut                       | später Brauerei, zweigeschossiger Walmdachbau mit Aufzugsgaube, 17. Jahrhundert; Ehemalige Stallungen, traufständiger Satteldachbau mit Gewölben, Ziegel, 1851 | D-3-75-170-19 | Ehemaliges Landsassengut                 |

### Roith
| Lage                         | Objekt                             | Beschreibung | Akten-Nr.     | Bild           |
| ---------------------------- | ---------------------------------- | --- | ------------- | -------------- |
| Sankt-Georg-Weg 1 (Standort) | Katholische Filialkirche St. Georg | Saalbau mit Walmdach und Dachreiter, Schindeldeckung, romanischer Bau, nach Osten erweitert um 1390, Erneuerung des Dachwerks um 1620, Dachreiter um 1819; mit Ausstattung | D-3-75-170-20 | weitere Bilder |

### Rosenhof
| Lage                       | Objekt                              | Beschreibung                                                                        | Akten-Nr.     | Bild           |
| -------------------------- | ----------------------------------- | ----------------------------------------------------------------------------------- | ------------- | -------------- |
| Schlossstraße 3 (Standort) | Katholische Nebenkirche St. Florian | Saalbau mit abgewalmtem Satteldach und Dachreiter, 17. Jahrhundert; mit Ausstattung | D-3-75-170-21 | weitere Bilder |

### Sankt Gilla
| Lage                     | Objekt                              | Beschreibung                                                                   | Akten-Nr.     | Bild           |
| ------------------------ | ----------------------------------- | ------------------------------------------------------------------------------ | ------------- | -------------- |
| Sankt Gilla 1 (Standort) | Katholische Nebenkirche St. Ägidius | Saalbau mit eingezogenem Chor und Dachreiter, 17. Jahrhundert; mit Ausstattung | D-3-75-170-35 | weitere Bilder |
| Sankt Gilla 2 (Standort) | Schloss                             | zweigeschossiger Walmdachbau mit Putzgliederungen, Neurenaissance, 1875        | D-3-75-170-22 | Schloss        |

### Scheuer
| Lage                     | Objekt                                                | Beschreibung | Akten-Nr.     | Bild           |
| ------------------------ | ----------------------------------------------------- | --- | ------------- | -------------- |
| Dorfstraße 35 (Standort) | Katholische Wallfahrts- und Expositurkirche St. Maria | Saalbau mit eingezogenem Chor, Flankenturm mit Zwiebelhaube, bezeichnet 1461, Barockisierung ab 1722; Friedhofsmauer, wohl 18. Jahrhundert | D-3-75-170-23 | weitere Bilder |
| Stadläcker (Standort)    | Marterl                                               | Gusseisenkreuz auf Achteckpfeiler mit Inschrift, Sandstein, neugotisch, bezeichnet 1877                                                    | D-3-75-170-36 | BW             |

### Schwaighof
| Lage                        | Objekt                                          | Beschreibung                                                                     | Akten-Nr.     | Bild                                            |
| --------------------------- | ----------------------------------------------- | -------------------------------------------------------------------------------- | ------------- | ----------------------------------------------- |
| Mintrachinger Au (Standort) | Waldkapelle, sogenannte Lourdeskapelle          | mit Turm und Vorraum, dabei Bildstock, 1905; zur Maria-Einsiedel-Kapelle gehörig | D-3-75-170-24 | Waldkapelle, sogenannte Lourdeskapelle          |
| Mintrachinger Au (Standort) | Waldkapelle, sogenannte Maria-Einsiedel-Kapelle | mit Turm und Vorraum, Ziegel, 1905; zur Lourdes-Kapelle gehörig                  | D-3-75-170-25 | Waldkapelle, sogenannte Maria-Einsiedel-Kapelle |

### Sengkofen
| Lage                                   | Objekt                             | Beschreibung | Akten-Nr.     | Bild                               |
| -------------------------------------- | ---------------------------------- | --- | ------------- | ---------------------------------- |
| Brunnenstraße 13 (Standort)            | Katholische Filialkirche St. Jakob | Saalbau mit eingezogenem Chor und Ostturm mit Treppengiebel, 1741–48, Turm wohl 17. Jahrhundert; Friedhofsmauer mit Böschungen, wohl 17./18. Jahrhundert; Kapelle, giebelständiger Saalbau mit Kleeblattbogen und Relief, vor 1714 | D-3-75-170-26 | Katholische Filialkirche St. Jakob |
| Brunnenstraße 13 (Standort)            | Kapelle bei der Kirche             | giebelständiger Saalbau mit Kleeblattbogen und Relief, vor 1714; Friedhofsmauer mit Böschungen, wohl 17./18. | D-3-75-170-26 | Kapelle bei der Kirche             |
| Fürstenstraße (Standort)               | Wegkapelle                         | giebelständiger Saalbau mit rundbogigem Eingang, um 1700 | D-3-75-170-28 | Wegkapelle                         |
| Fürstenstraße (Standort)               | Wegkapelle                         | giebelständiger Saalbau mit rundbogigem Eingang, 19. Jahrhundert | D-3-75-170-27 | Wegkapelle                         |
| Westlicher Ortseingang, Ötz (Standort) | Marterl                            | Gusseisenkreuz mit Maria auf toskanischer Säule, 1898 | D-3-75-170-29 | BW                                 |

### Tiefbrunn
| Lage                             | Objekt                               | Beschreibung | Akten-Nr.     | Bild           |
| -------------------------------- | ------------------------------------ | --- | ------------- | -------------- |
| Mangoldinger Straße 5 (Standort) | Katholische Filialkirche St. Stephan | Saalbau mit eingezogenem Chor, abgewalmtem Satteldach und Flankenturm mit Zwiebelhaube, frühgotisch, Chorwölbung 15. Jahrhundert; Friedhofsmauer, ringförmige Anlage, wohl mittelalterlich | D-3-75-170-30 | weitere Bilder |

### Wolfskofen
| Lage                             | Objekt                                    | Beschreibung | Akten-Nr.     | Bild           |
| -------------------------------- | ----------------------------------------- | --- | ------------- | -------------- |
| Pappenberger Straße 4 (Standort) | Katholische Pfarrkirche Mariä Himmelfahrt | Chorturmkirche, 1939–42 von Karl Schmidt senior; mit barocker Ausstattung des 18. Jahrhunderts (aus Pappenberg, heute Truppenübungsplatz Grafenwöhr) | D-3-75-170-31 | weitere Bilder |